# DNA-virus
Ett DNA-virus är ett virus vars arvsmassa bärs av DNA, som replikeras av DNA-polymeras. Enligt Baltimoresystemet för klassificering av virus inryms DNA-virusen i grupp I och II. Virusen i grupp I har dubbelsträngat DNA (dsDNA) och grupp II av enkelsträngat DNA (ssDNA). Virus som har enkelsträngat DNA genomgår vanligen ett stadium då genomet replikeras till dubbelsträngat, inne i värdcellen. 
Grupp VII i Baltimoresystemet, såsom viruset för hepatit B, har sitt genom i form av DNA, men räknas inte som DNA-virus eftersom deras replikation sker via RNA

## Grupp I - dubbelsträngat DNA
- Ordning Caudovirales
  - Familj Myoviridae
  - Familj Podoviridae
  - Familj Siphoviridae
- Ordning Herpesvirales
  - Familj Herpesviridae - bl.a. humant herpesvirus och vattkoppsvirus
  - Familj Alloherpesviridae
  - Familj Malacoherpesviridae
- Ordning Asfuvirales
  - Familj Asfarviridae - monotypisk för afrikansk svinpest
- Ej klassificerade familjer
  - Familj Ascoviridae
  - Familj Adenoviridae
  - Familj Baculoviridae
  - Familj Coccolithoviridae
  - Familj Corticoviridae
  - Familj Fuselloviridae
  - Familj Guttaviridae
  - Familj Hepadnavirus
  - Familj Iridoviridae
  - Familj Lipothrixviridae
  - Familj Nimaviridae
  - Familj Papillomaviridae
  - Familj Phycodnaviridae
  - Familj Plasmaviridae
  - Familj Polyomaviridae - bl.a. SV40 (Simian virus 40) och JC-virus (John Cunningham-virus)
  - Familj Poxviridae - bl.a. kokoppsvirus och smittkoppor
  - Familj Rudiviridae
  - Familj Tectiviridae
- Ej klassificerade
  - Mimivirus

## Grupp II - enkelsträngat
- Ej klassificerade familjer av bakteriofager
  - Familj Inoviridae
  - Familj Microviridae
- Ej klassificerade familjer
  - Familj Geminiviridae
  - Familj Circoviridae
  - Familj Nanoviridae
  - Familj Parvoviridae - bl.a. Parvovirus B19
- Ej klassificerade
  - Anellovirus